# Vila Nova da Telha
Vila Nova da Telha es una freguesia portuguesa del concelho de Maia, con 6,06 km² de superficie y 5.368 habitantes (2001). Su densidad de población es de 885,8 hab/km².